# Vedell d'or

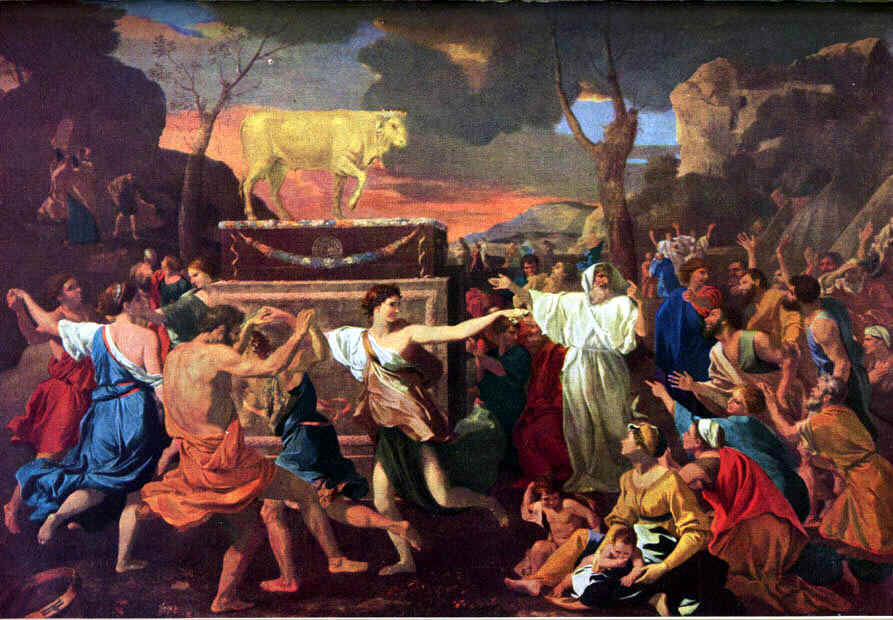
Adoració del vedell d'or per Nicolas Poussin

D'acord amb la Bíblia hebrea, el vedell d'or (עגל הזהב Éguel ha-Zahav) era un ídol o imatge de culte fet per Aaron per tal de satisfer els israelites durant l'absència de Moisès, quan aquest va anar al Mont Sinaí. L'Alcorà identifica el constructor de la imatge amb Samiri.
En hebreu, aquest incident s'anomena "Het ha-Éguel" (חטא העגל) o "El pecat del Vedell". Es menciona per primera vegada al llibre de l'Èxode 32:4 (Taha 20.83 Arxivat 2009-01-29 a Wayback Machine. a l'Alcorà. A Egipte, on els hebreus havien arribat recentment, el toro Apis era un objecte comparable de culte igual que altres cultes dels toros de la Conca oriental del Mediterrani.

## Ressenya de la narració bíblica
Quan Moisès anà al Mont Sinaí a rebre els Deu Manaments (Èxode 19:20), deixà els israelites durant quaranta dies i quaranta nits (Èxode 24:18). Els israelites temeren que no tornés i demanaren a Aaron que fes déus per a ells (Èxode 32:1). Aaron els satisfeu i recollí arracades d'or entre les israelites, les va fondre i va fer el vedell d'or. També va fer un altar i l'endemà els israelites hi van fer ofrenes i celebracions.
El Senyor veié aquesta corrupció i planejà eliminar-los, però Moisès demanà clemència (Èxode 32:11), i el Senyor el va atendre. Moisès baixà de la muntanya i en veure el vedell d'or s'entristí, trencà les taules dels Deu Manaments, cremà el vedell, el reduí a pols i afegint-hi aigua obligà els israelites a beure-se'l. Moisès tornà al Mont Sinaí i rebé unes altres taules (Èxode 34:2).

## Interpretació
El diccionari de la Reial Acadèmia de la Llengua Espanyola recull la interpretació que podria ser una metàfora de l'adoració de la riquesa.

## Versió de l'Alcorà
Segons l'Alcorà el vedell d'or no el va fer Aaron sinó un home anomenat Samiri que després seria exiliat per Moisès.

## En la cultura popular
- El Vedell d'or és un premi del festival de cinema neerlandès.
- El 2008, l'escultor Damien Hirst va fer un vedell d'or venut per 10,3 milions de lliures esterlines.